# Serhij Jewstratow
Serhij Jewstratow, ukr. Сергій Євстратов (ur. 24 sierpnia 1993 w Dniepropetrowsku) – ukraiński siatkarz, reprezentant kraju, grający na pozycji rozgrywającego.
Jako dziecko bardzo chciał zostać policjantem. Ukończył Uniwersytet Spraw Wewnętrznych w mieście rodzinnym. Przez ponad rok pracował jako śledczy.

## Sukcesy klubowe
Mistrzostwo Ukrainy:
- 2017, 2019, 2022, 2024[4]
- 2016, 2018, 2023

Superpuchar Ukrainy:
- 2017, 2018

Puchar Ukrainy:
- 2019

Puchar Ligi Ukraińskiej
- 2022

## Sukcesy reprezentacyjne
Liga Europejska:
- 2024[5]

## Nagrody indywidualne
- 2021: Najlepszy rozgrywający ukraińskiej Superligi w sezonie 2020/2021